# Watershed
Watershed – dziewiąty album studyjny szwedzkiego zespołu Opeth. Album został wydany przez Roadrunner Records 30 maja 2008 roku. Płyta została nagrana w Fascination Street Studios w Örebro (Szwecja). Watershed jest pierwszym albumem studyjnym Opeth na którym zagrał perkusista Martin Axenrot i gitarzysta Fredrik Åkesson. Grafika do płyty została wykonana przez Travisa Smitha (który wykonywał grafiki dla poprzednich dziewięciu albumów Opeth) we współpracy z Mikaelem Åkerfeldtem.
Album został wydany w formacie standardowym, winylowym i wersji rozszerzonej. Specjalna edycja zawiera trzy bonusowe utwory, dodatkową płytę DVD z materiałem całego albumu nagranym w Dolby Digital Surround 5.1 (bez utworów dodatkowych), materiał wideo ukazujący próby i pracę w studiu. Inna jest także oprawa graficzna albumu. Pierwszy singiel to "Porcelain Heart" z utworami "Porcelain Heart" i "The Lotus Eater". Singiel został wydany 19 kwietnia 2008 roku. Drugi to "Burden" zawierający "Mellotron Heart" i "Would?". Do utworów "Porcelain Heart" i "Burden" nakręcono teledyski.
Nagrania dotarły do 23. miejsca listy Billboard 200 w Stanach Zjednoczonych sprzedając się w nakładzie 19 tys. egzemplarzy w przeciągu tygodnia od dnia premiery.

## Lista utworów
Opracowano na podstawie materiału źródłowego.
| Nr | Tytuł utworu      | Słowa            | Muzyka                            | Długość |
| -- | ----------------- | ---------------- | --------------------------------- | ------- |
| 1. | „Coil”            | Mikael Åkerfeldt | Mikael Åkerfeldt                  | 3:10    |
| 2. | „Heir Apparent”   | Mikael Åkerfeldt | Mikael Åkerfeldt                  | 8:50    |
| 3. | „The Lotus Eater” | Mikael Åkerfeldt | Mikael Åkerfeldt                  | 8:50    |
| 4. | „Burden”          | Mikael Åkerfeldt | Mikael Åkerfeldt                  | 7:41    |
| 5. | „Porcelain Heart” | Mikael Åkerfeldt | Mikael Åkerfeldt, Fredrik Åkesson | 8:00    |
| 6. | „Hessian Peel”    | Mikael Åkerfeldt | Mikael Åkerfeldt                  | 11:26   |
| 7. | „Hex Omega”       | Mikael Åkerfeldt | Mikael Åkerfeldt                  | 7:00    |
|    |                   |                  |                                   | 54:57   |

| Bonus DVD | Bonus DVD                                | Bonus DVD |
| Nr        | Tytuł utworu                             | Długość   |
| --------- | ---------------------------------------- | --------- |
| 1.        | „Prologue” (Rehearsal Tapes)             | 6:58      |
| 2.        | „From Another Planet” (Rehearsal Tapes)  | 8:30      |
| 3.        | „The Lotus Eater” (Rehearsal Tapes)      | 13:48     |
| 4.        | „The Junkmail Studios” (Rehearsal Tapes) | 16:23     |
| 5.        | „Epilogue” (Rehearsal Tapes)             | 6:41      |
| 6.        | „Coil” (Watershed 5.1 Mix)               | 4:18      |
| 7.        | „Heir Apparent” (Watershed 5.1 Mix)      | 7:43      |
| 8.        | „The Lotus Eater” (Watershed 5.1 Mix)    | 8:50      |
| 9.        | „Burden” (Watershed 5.1 Mix)             | 7:41      |
| 10.       | „Porcelain Heart” (Watershed 5.1 Mix)    | 8:00      |
| 11.       | „Hessian Peel” (Watershed 5.1 Mix)       | 11:25     |
| 12.       | „Hex Omega” (Watershed 5.1 Mix)          | 7:01      |
| 13.       | „Derelict Herds”                         | 6:28      |
| 14.       | „Bridge Of Sighs”                        | 5:55      |
| 15.       | „Den Ständiga Resan”                     | 4:09      |
|           |                                          | 2:03:50   |

## Twórcy
Opracowano na podstawie materiału źródłowego.
| Zespół Opeth w składzie - Mikael Åkerfeldt - wokal prowadzący, gitara, produkcja muzyczna, oprawa graficzna - Fredrik Åkesson - gitara - Martin Mendez - gitara basowa - Martin Axenrot - perkusja - Per Wiberg - instrumenty klawiszowe |  | Inni - Nathalie Lorichs - gościnnie śpiew w "Coil" - Lisa Almberg - rożek angielski, obój - Christoffer Wadensten - flet - Karin Svensson - skrzypce - Andreas Tengberg - wiolonczela - Travis Smith - oprawa graficzna - Mikhail Korge - realizacja nagrań - David Castillo - realizacja nagrań, inżynieria dźwięku - Johan Örnborg - realizacja nagrań, inżynieria dźwięku - Jens Bogren - realizacja nagrań, miksowanie, mastering, produkcja muzyczna |

## Pozycje na listach
| Lista                   | Kraj              | Pozycja |
| ----------------------- | ----------------- | ------- |
| OLiS                    | Polska            | 35      |
| MegaCharts              | Holandia          | 14      |
| ARIA Charts             | Australia         | 7       |
| Suomen virallinen lista | Finlandia         | 1       |
| Sverigetopplistan       | Szwecja           | 7       |
| Ö3 Austria Top 40       | Austria           | 53      |
| Ultratop 50             | Belgia            | 90      |
| VG-Lista                | Norwegia          | 7       |
| Billboard 200           | Stany Zjednoczone | 23      |